# نی قصهٔ آن شمع چگل بتوان گفت
رباعی با مطلع «نی قصهٔ آن شمع چگل بتوان گفت» دهمین رباعی از دیوان حافظ به تصحیح محمد قزوینی و قاسم غنی می باشد.
| نی قصهٔ آن شمع چگل بتوان گفت       |  | نی حالِ دلِ سوخته‌دل بتوان گفت      |
| غم در دلِ تنگِ من از آن است که نیست |  | یک دوست که با او غمِ دل بتوان گفت |